# Dominique Venner
Dominique Venner (* 16. April 1935 in Paris; † 21. Mai 2013 ebenda) (publizistisch auch unter den Pseudonymen Julien Lebel und Jean Gauvin tätig) war ein französischer politischer Aktivist, Schriftsteller und Essayist. Er war Autor mehrerer Geschichtsbücher über die Zeit von 1914 bis 1945 und waffenkundlicher Werke. Er wurde mit dem Broquette-Gonin-Preis der Académie française ausgezeichnet.
Als Unteroffizier während des Algerienkriegs war er in den 1950er Jahren Aktivist der rechten Bewegung Jeune Nation, schloss sich dann der rechtsextremen Terrororganisation Organisation de l’armée secrète (OAS) an und gründete in den 1960er Jahren die nationalistische paneuropäische Gruppe Europe-Action.
Im Jahr 1968 trug er zur Gründung der rechtsextremen GRECE bei und gründete im selben Jahr das kurzlebige Institut d’études occidentales (IEO). Später zog Venner sich vom militanten politischen Aktivismus zurück, um sich dem Schreiben und Veröffentlichen zu widmen. Er gründete und leitete nacheinander die Zeitschriften Enquête sur l'histoire und La Nouvelle Revue d'histoire.
Seit 2017 werden deutsche Übersetzungen Venners Werke vom Jungeuropa Verlag des rechtsextremen Aktivisten Philip Stein verlegt.

## Leben

### Die Jahre des militanten Aktivismus
Venner war der Sohn eines Architekten, der Mitglied im Parti populaire français (PPF) war, und engagierte sich sehr früh in der Armee in der Militärschule von Rouffach. Als 1954 der Algerienkrieg begann, meldete Venner sich freiwillig. Er kämpfte bis Oktober 1956 in diesem Krieg. Als sich abzeichnete, dass Algerien wohl in die Unabhängigkeit entlassen werden würde, trat Venner der rechten Terrororganisation Organisation de l’armée secrète (OAS) bei.
Er trat nach seiner Rückkehr der Jeune-Nation-Bewegung bei. Eine Auswirkung der Geschehnisse beim Volksaufstand in Ungarn war die Stürmung und Besetzung des Sitzes der Kommunistischen Partei Frankreichs (PCF) durch rechte Demonstranten am 7. November 1956, woran auch Venner teilnahm. Des Weiteren beteiligte er sich zusammen mit Pierre Sidos an der Gründung des kurzlebigen Parti nationaliste sowie an der Gründung des Mouvement populaire du 13-Mai des Generals Lionel-Max Chassin. Der junge Aktivist verbrachte in Folge 18 Monate im Sektor für politische Gefangene des La-Santé-Gefängnisses aufgrund seiner Teilnahme an der Gestaltung der OAS.
Nach seiner Entlassung im Herbst 1962 schrieb Venner ein Manifest mit dem Titel Für eine positive Kritik. Dieses wurde oft mit Lenins Schrift Was tun?  verglichen und „galt lange Zeit als Gründungstext für einen ganzen Flügel der Rechtsextremen“. In dem Manifest analysierte Venner den gescheiterten April-Putsch durch die Generäle 1961 in Algerien und den bestehenden Graben zwischen „Nationalen“ und „Nationalisten“:

„Null plus Null, das ergibt immer Null. Die Addition von Mythomanen, Komplotteuren, Nostalgikern, Karrieristen, ‚Nationalen‘ wird also niemals eine kohärente Kraft ergeben. An der Hoffnung festzuhalten, das Unvereinbare zu vereinigen bedeutet im Irrtum zu verbleiben. Die wenigen wertvollen Elemente werden paralysiert durch die Verrückten, die sie umgeben. Das allgemeine Urteil irrt sich hierin nicht. So fügen sie dem Nationalismus, mit dem sie häufig verwechselt werden, beträchtlichen Schaden zu. Sie bringen die gesunden Elemente dazu sich zurückzuziehen und trocknen die Rekrutierung der Wertvollen aus.
Mit jenen kann es keine Vereinigung geben. Ganz im Gegenteil gilt es auf die fundamentalen Unterschiede hinzuweisen, die sie vom Nationalismus trennen. Die Spinner müssen rücksichtslos entfernt werden. Unter dieser Bedingung wird es möglich sein, neue Mitglieder und effektive Unterstützer anzuziehen.“

Er schlug die Entwicklung einer revolutionären, nationalistischen, „für den Kampf destinierten“ Organisation vor, die „monolithisch und hierarchisiert“ und durch „die Sammlung aller erfahrenen nationalistischen Aktivisten, die treu und diszipliniert sind, formiert werden“ sollte.
Im Januar 1963 gründete Venner die Bewegung Europe-Action sowie die dazugehörige Zeitschrift, für die er auch als Herausgeber arbeitete, und auch die damit kooperierenden „Éditions Saint-Just“. Die Wahl des Namens des französischen Revolutionärs erklärt sich durch den Wunsch, sich von der katholischen, extremen Rechten abzugrenzen. In der Folgezeit wirkte Venner unter dem Pseudonym Julien Lebel mit an der Gründung der Organisation GRECE, bevor er noch im selben Jahr zusammen mit Thierry Maulnier das Institut d’études occidentales (IEO) ins Leben rief, sowie 1970 eine dazugehörige Zeitschrift mit dem Titel Cité-Liberté, womit er auf diese Weise eine Vielzahl von rechten Intellektuellen versammelte. Nachdem das Institut verschiedene Kolloquien veranstaltet und sieben Ausgaben der Cité-Liberté herausgebracht hatte, wurde es 1971 aufgelöst – dem Jahr, in dem Venner sich aus der Politik zurückzog.
In einem weiteren seiner Bücher stellt er fest:

„In meiner Jugend war ich in die kämpferischen Aktionen stark involviert, habe mich aber vollständig davon zurückgezogen. Ich habe viel dabei gelernt. Ich habe mich selbst als ein rebellisches Herz begreifen gelernt, ein Rebell, der den Werten der Rechtschaffenheit in seiner Kindheit treu ist.“

Rückblickend heißt auf Venners Website dazu:

« Vers 1970, il a rompu définitivement avec les engagements politiques qui, dira-t-il, ne correspondaient pas à sa vocation. »

„Um 1970 löste er sich endgültig von seinem politischen Engagement, das, wie er sagte, nicht mit seiner Berufung übereinstimme.“

### Die Karriere als Schriftsteller
Eine Karriere als Schriftsteller wählend, widmete er sich geschichtlichen Themen.

« Je suis écrivain dans la mesure où je m’attache, par exigence et par goût, à la forme et au style de ce que j’écris. Je suis historien par vocation, par désir de comprendre le présent en m’appuyant sur le passé. »

„Ich bin insofern Schriftsteller, als ich mich aus Anspruch und Geschmack auf die Form und den Stil dessen, was ich schreibe, konzentriere. Ich bin Historiker aus Berufung, aus dem Wunsch heraus, die Gegenwart zu verstehen, indem ich mich auf die Vergangenheit stütze.“

Neben seinen Arbeiten über Waffen und das Jagdwesen zählen zu seinen Schriften: Baltikum (1974), Le Blanc Soleil des vaincus (1975), Le Cœur rebelle (1994), Gettysburg (1995), Les Blancs et les Rouges (1997), Histoire de la Collaboration (2000), Histoire du terrorisme (2002). Seine Werke haben ihm die Kritik des Politologen Gwendal Châton eingebracht, demzufolge seine Arbeit als Historiker „sich in eine geschickte Strategie einfügt, um eine neue Respektabilität zu gewinnen: jene des Intellektuellen“, wo „es darum geht, die Geschichte zu instrumentalisieren und in den Dienst des Kulturkampfes zu stellen“; „der ‚Traditionalismus‘, der Rückgriff auf die Geschichte und die europäische Tradition sind nichts anderes als ein rhetorischer Schleier, der eine ideologische Kontinuität maskiert“, und Dominique Venner widme sich, durch das Zwischenmedium seiner historischen Arbeiten den „Manipulationen der Geschichte, wobei er verschiedene rhetorische Strategien anwendet“. Venners Buch Histoire de l’Armée rouge erhielt den Broquette-Gonin-Geschichts-Preis der Académie française im Jahre 1981.
Im Jahre 1995 veröffentlichte Venner – beraten vom befreundeten François de Grossouvre – die Histoire critique de la Résistance, worin er auf eine starke Präsenz von Mitgliedern der nationalistischen Rechten im Umfeld der Résistance hinwies (oft „vichysto-résistants“ genannt). Jedoch war die von dem Werk angestoßene Debatte begrenzt, da der Autor versäumte, die Einstellung Marschall Pétains zur Résistance zu charakterisieren.
Von seinen letzten Werken sorgte besonders Histoire et tradition des Européens (2002) für Aufsehen, in welchem er jene Elemente definiert, die seiner Meinung nach die Grundlagen der europäischen Kultur konstituieren, und auch das neue Konzept des „traditionisme“. Darin wird die Tradition nicht als das den Völkern Gemeinsame verstanden wird, sondern als das, was im Laufe der Zeit ihre Einzigartigkeit ausmacht.
Nachdem er Herausgeber der Zeitschrift Enquête sur l’histoire gewesen war, die am Ende der 1990er eingestellt wurde, gründete er 2002 die zweimonatliche La Nouvelle Revue d’Histoire, deren Redaktionsleiter er war und die aufgrund einer juristischen Aktion bzgl. des Titels 2006 zeitweilig in La NRH umbenannt wurde und für die u. a. folgende Persönlichkeiten schreiben bzw. schrieben: Bernard Lugan, Jean Tulard, Aymeric Chauprade, Alain Decaux, François-Georges Dreyfus oder Jacqueline de Romilly. Venner rief für Radio Courtoisie das Libre Journal des historiens wieder ins Leben, eine Sendung, die oft auf der letzten Ausgabe von La NRH beruhte.

### Selbstmord in Paris
Am 21. Mai 2013 erschoss sich Venner in der Kathedrale Notre Dame de Paris. In seinem Weblog hatte er zuvor geschrieben: „Wir treten in eine Zeit ein, in der Worte durch Taten bekräftigt werden müssen …“ Das Ziel sei dabei „die Bewusstlosen aufzuwecken“.
Die Parteivorsitzende des Front National, Marine Le Pen, drückte ihren Respekt für diesen „eminent politischen Akt“ aus, mit dem Venner die Franzosen habe wachrütteln wollen. Politiker der Linken äußerten sich dagegen bestürzt und sprachen von der Geste eines Einzelnen am extremen rechten Rand der Gesellschaft. Der Suizid wurde in der Öffentlichkeit mit Venners Kritik an einem vermeintlichen islamischen Einfluss, einer aus seiner Sicht bestehenden „Amerikanisierung Europas“ und „afro-maghrebinischen Immigration“ und der Einführung der gleichgeschlechtlichen Ehe in Frankreich in Verbindung gebracht, welche er auch in seinem letzten Blogeintrag geäußert hatte.
Bruno Gollnisch vom Front National beschrieb Venner als „extrem brillanten Intellektuellen“, dessen Tod ein „Protest gegen die Dekadenz unserer Gesellschaft“ sei. Seinen Abschiedsbrief übersetzte Jürgen Liminski für die Junge Freiheit.
Frigide Barjot, Sprecherin der Organisation La Manif pour tous, die gegen gleichgeschlechtliche Ehen gerichtet ist, distanzierte sich von Venner und betonte, dass er nicht Mitglied dieser Organisation gewesen sei.

## Schriften
- Pour une critique positive. 1962. Neuauflage: IDées, Nizza, 2013, ISBN 979-10-92148-06-0.
  - deutsch: Für eine positive Kritik. Das Ende der alten Rechten. Übersetzt von Robin Classen. Jungeuropa, Dresden 2017, ISBN 978-3-9817828-9-9.
- Qu’est-ce que le nationalisme ? 1964. 23. Auflage: Ars magna, Nantes, 2016, ISBN 979-10-96338-15-3.
  - deutsch: Was ist Nationalismus? Vorwort von Alain de Benoist. Übersetzt von Louise Feldt. Jungeuropa, Dresden 2019. ISBN 978-3-948145-03-3.
- Revolvers et pistolets américains : l’univers des armes. Gemeinsam mit Philippe Fossat und Rudy Holst. Solar, Paris, 1996, ISBN 2-263-02429-8.
  - deutsch: Amerikanische Revolver und Pistolen. Übersetzt von Ursula Rahn-Huber. Neff, Rastatt 1997, ISBN 3-8118-5402-X.
- Histoire et tradition des Européens : 30 000 ans d’identité. Éditions du Rocher, Monaco/Paris, 2002, ISBN 978-2-268-04162-9. 2. Auflage: 2004, ISBN 978-2-268-07308-8.
- Siècle de 1914 : utopies, guerres et révolutions en Europe au 20. siecle. Pygmalion, Paris, 2006, ISBN 2-85704-832-7.